# Esquéhéries
Esquéhéries è un comune francese di 867 abitanti situato nel dipartimento dell'Aisne della regione dell'Alta Francia.

## Origini del nome
Il villaggio è citato per la prima volta con il nome latino di Scherüs nel 1157 in un cartulario dell'abbazia di Liessies. Il nome varierà ancora in seguito numerose volte in funzione dei diversi trascrittori: Escheheries, Esqueheri, Escherie, Esqueheryes, Queheri-en-Thierasse, Esqueherry, Esquere, Esquehery , Esqueheries e infine  l'ortografia attuale Esquéhéries  nel XIX secolo.
.

## Storia

### Simboli

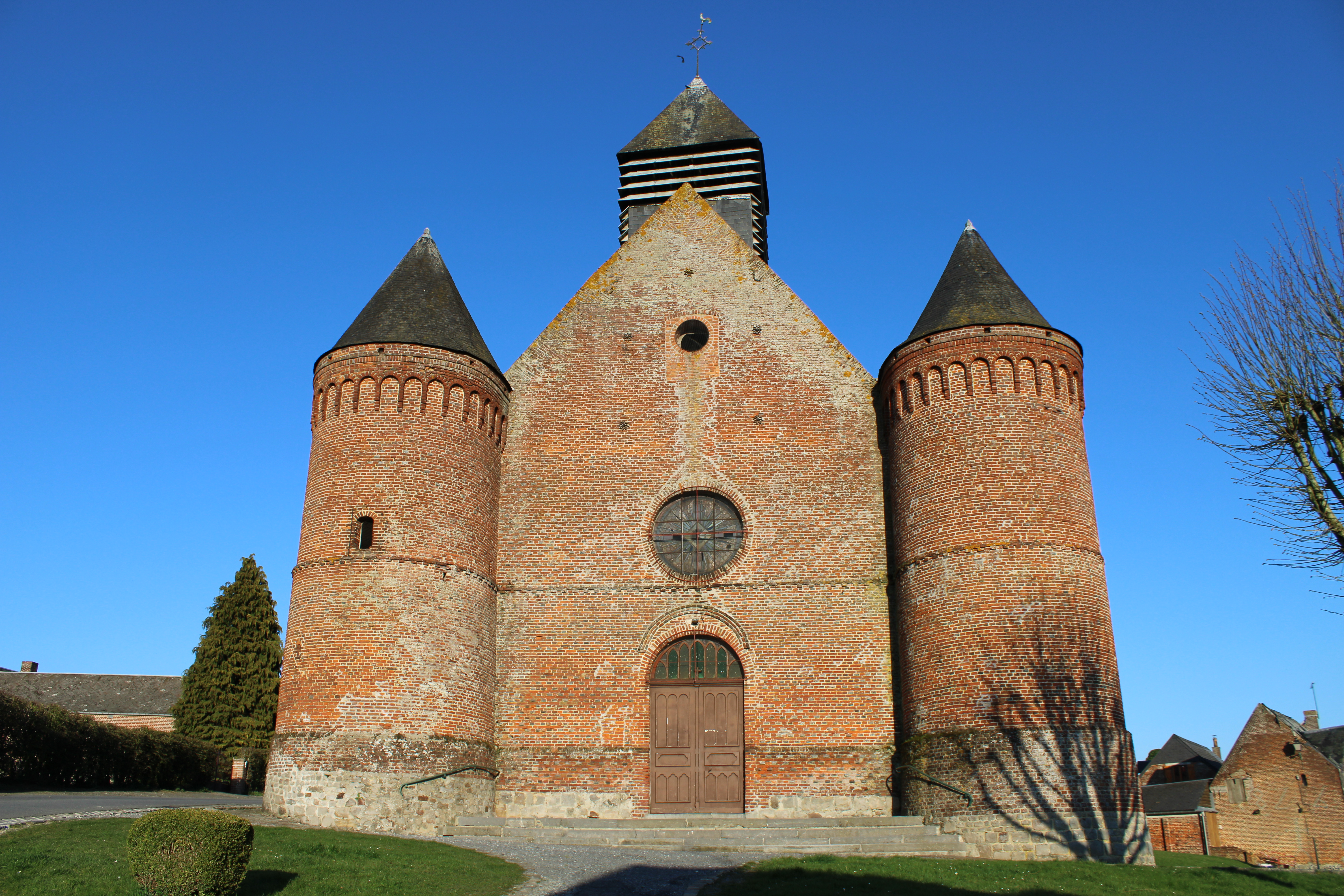
Chiesa di San Martino

È raffigurata la facciata della chiesa di San Martino, uno degli esempi più importanti di chiesa fortificata della Thiérache. Costruita a metà del XVII secolo in mattoni e munita di quattro torri, veniva usata come rifugio per la popolazione in caso di pericolo.
Scheriis è il più antico nome del comune conosciuto, risalente alla metà del XII secolo.

## Società

### Evoluzione demografica
Abitanti censiti